# Psoralidium
Psoralidium es un género de plantas con flores con 18 especies perteneciente a la familia Fabaceae.

## Especies
- Psoralidium argophyllum
- Psoralidium batesii
- Psoralidium bigelovii
- Psoralidium bigelowii
- Psoralidium collinum
- Psoralidium digitatum
- Psoralidium floribundum
- Psoralidium junceum
- Psoralidium lanceolatum
- Psoralidium linearifolium
- Psoralidium micranthum
- Psoralidium obtusilobum
- Psoralidium purshii
- Psoralidium stenophyllum
- Psoralidium stenostachys
- Psoralidium tenuiflora
- Psoralidium tenuiflorum
- Psoralidium youngiae